# Sühnekreuz zu Biere

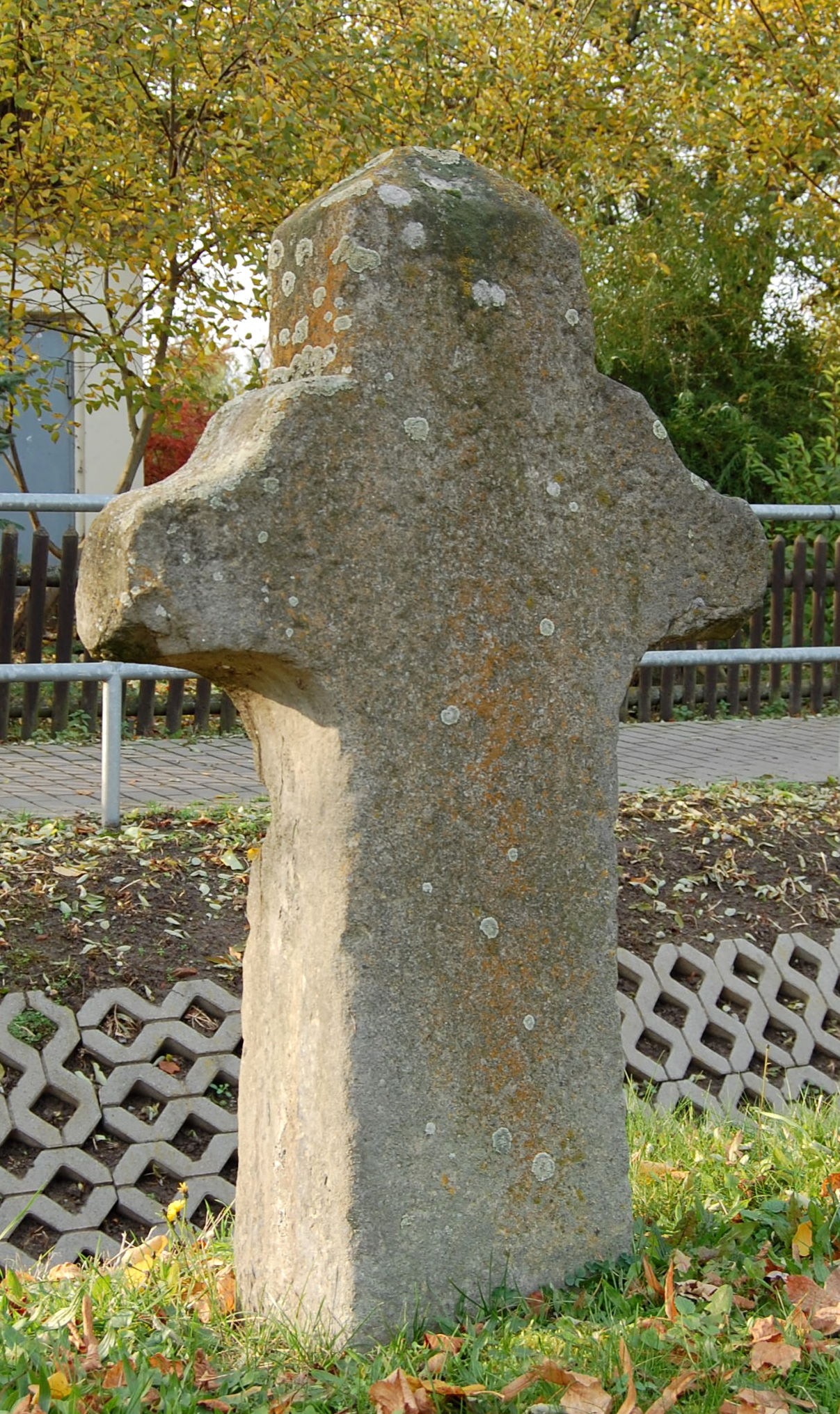
Sühnekreuz zu Biere

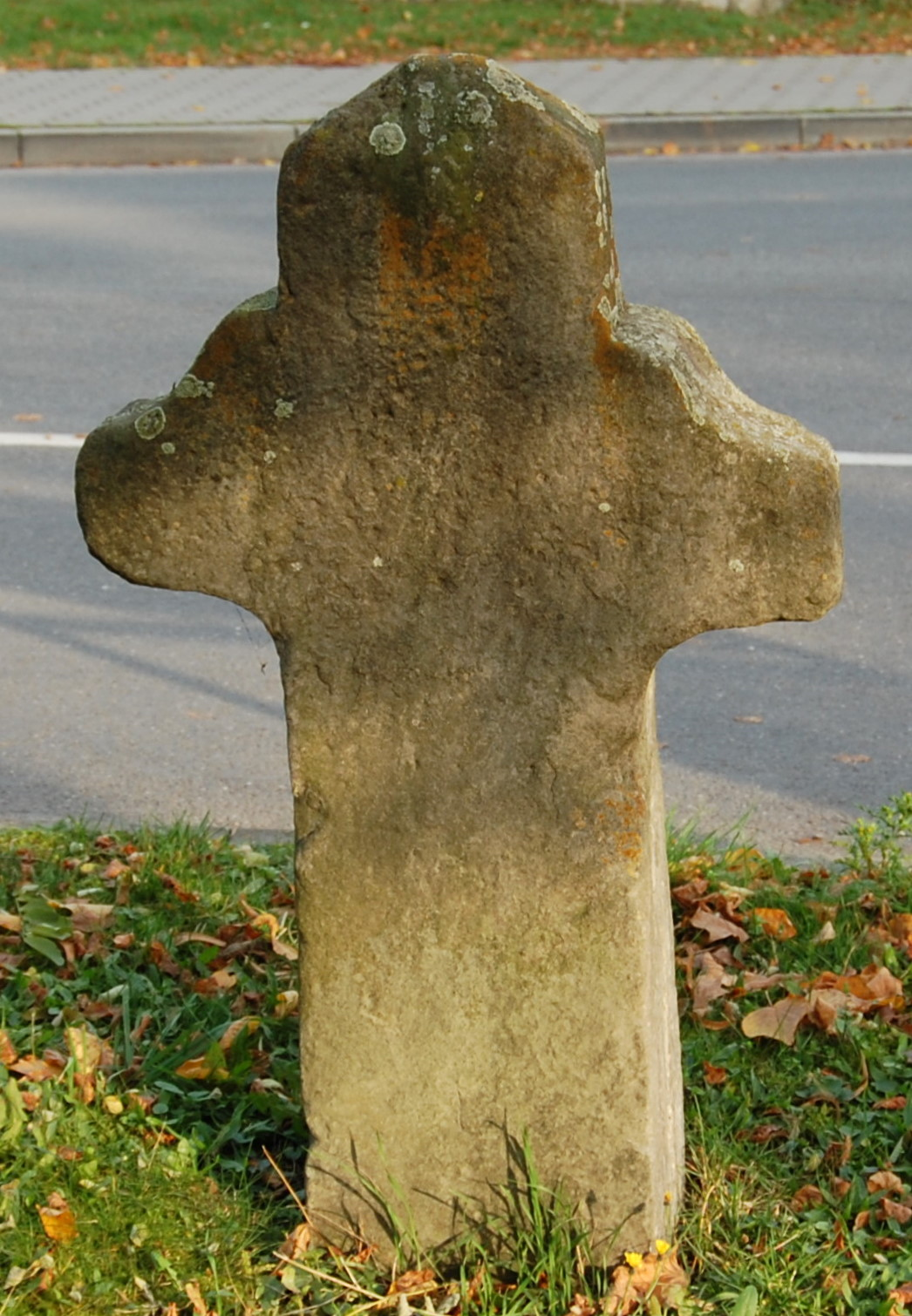
Sühnekreuz

Das Sühnekreuz zu Biere ist ein Sühnekreuz in Biere in Sachsen-Anhalt.
Das aus Sandstein gefertigte Kreuz dürfte im 13. oder 14. Jahrhundert entstanden sein und könnte als Sühne für ein Verbrechen aufgestellt worden sein.
Das Kreuz ist 117 cm hoch, 71 cm breit und 17 cm stark. Der Fuß verbreitert sich etwas. Es ist gut erhalten, weist jedoch an seinem südlichen Arm einen kleinen Abschlag auf.
Das Sühnekreuz steht nicht mehr an seinem ursprünglichen Standort. Zunächst stand es auf dem Hillige Berg (Heiliger Berg), einer kleinen Erhebung am Rande Bieres. Da dort dann jedoch Häuser und eine Schrebergartenanlage entstanden, wurde das Kreuz umgesetzt. Jetzt steht es unmittelbar an der Ortsdurchfahrt in der Nähe des Dorfteichs.
Koordinaten: 51° 58′ 30,6″ N, 11° 39′ 14,1″ O